# جاسم الشمري
جاسم علي صفوق الشمري (مواليد 15 أكتوبر 1996) لاعب كرة قدم قطري يجيد اللعب في خط الهجوم.
لعب في السد في الفئات السنية وكانت له تجربة في الفئات السنية في نادي فياريال و أعاره السد سابقاً إلى نادي المرخية و كانت له تجربة احترافية مع نادي إف سي جونيورز النمساوي في عام 2015-2016 و لعب لاحقاً في نادي لوسيل.

## روابط خارجية
- جاسم الشمري على موقع Soccerway.com (الإنجليزية)